# Hélder Miranda
Hélder Miranda (Torres Vedras, 23 de fevereiro de 1979) é um ex-ciclista português que competia pela equipa de Ciclismo do Sport Lisboa e Benfica. Foi 1º classificado no Campeonato Nacional - C/R Individual 2006.